# Lindley (Afrique du Sud)
Lindley est une petite ville située sur les rives de la rivière Vals dans la région orientale de la province de l’État libre en Afrique du Sud. Elle a été ainsi dénommée d’après un missionnaire américain, Daniel Lindley, qui fut le premier ministre ordonné des Voortrekkers du Natal.

## Histoire
Lindley fut édifiée en 1875 sur la ferme Brandhoek, et proclamée ville en 1878. La principale route qui mène à la ville est la R707. Lindley, avec les villes voisines de Reitz, Petrus Steyn et Arlington forment la municipalité de Nketoana.
Lindley a rétabli son club de rugby à quinze en 2016, après avoir très peu connu le succès depuis sa première place de l’État libre en 1994.
Les huttes de Leghoya ou Sedan Beehive stone huts appartenaient aux premiers mineurs sothos de l'âge de pierre venus sur le Rand, mais on en retrouve aussi dans plusieurs villes du district de Lindley, dont Heilbron et Arlington. En raison des matériaux utilisés pour construire ces huttes, il a fallu faire montre d'une grande compétence, surtout pour les toitures. L’architecture utilisée pour créer ces huttes était unique et pouvait être comparée à celle des Inuits.

## Personnalités liées à la ville
- Stella Blakemore, écrivaine, y est née en 1906.
- Danie Craven y est né le 11 Octobre 1910.
- General C.H. Olivier , signataire du traité de Vereeniging qui mit fin à la seconde guerre des Boers.